# Anacyclus pyrethrum
Anacyclus pyrethrum är en växt i släktet bertramer.
Arten förekommer med flera från varandra skilda populationer i norra Algeriet, norra Marocko och centrala Spanien. Den hittas i kulliga regioner och bergstrakter mellan 400 och 3100 meter över havet. Introducerade bestånd finns från Frankrike till Ukraina samt i Pakistan, Indien och Nepal. Habitatet utgörs av ängar och andra områden med artfattig växtlighet, som skogsgläntor, vägkanter, klippiga regioner eller bredvid jordbruksmark. Marken kan vara sandig eller innehålla lite lera. Vid Medelhavet blommar växten mellan april och juni.
På varje växt finns organ av han- och honkön. Pollineringen utförs av insekter, fåglar eller andra djur samt genom vinden eller vattnet. Förutom med frön kan fortplantningen ske via rötter eller genom andra delar som förflyttas.
Beståndet hotas av landskapsförändringar och dessutom plockas växten för användning inom den traditionella medicinen. Enligt uppskattningar minskade hela populationen i ursprungsområdet med 40 procent under de gångna tre generationerna. Det befaras att utvecklingen fortsätter. IUCN listar arten som sårbar (VU).